# The Shell
The Shell – pierwszy album studyjny kanadyjskiego producenta muzycznego Snailsa, wydany 20 października 2017 roku przez SLUGZ Music.

## Lista utworów
1. "The Shell" (Intro) - 0:54
2. "Smack Up" (feat. Foreign Beggars) - 2:50
3. "Feel the Vibe" (Snails & Big Gigantic feat. Collie Buddz) - 3:18
4. "Into the Light" (feat. Sarah Hudson) - 4:20
5. "WFSU" (Snails & Waka Flocka Flame) - 2:53
6. "To the Grave" (Snails & HYTYD feat. Max) - 2:53
7. "Only Want U" (Snaile & NGHTMRE feat. Akylla) - 4:28
8. "The Rise" (Interlude) (feat. Varien) - 2:15
9. "The Anthem" (feat. Liam Cormier & Travis Richter) - 3:07
10. "Russian Roulette" (feat. Panther) - 2:43
11. "Forever" (Snails & Dion Timmer feat. KLP) - 2:42
12. "King is Back" (Snails & Sullivan King Metal Remix) (feat. Big Ali) - 3:28